# Full Circle (album de Drowning Pool)
Pour les articles homonymes, voir Full Circle.
 (juin 2018).
Si vous disposez d'ouvrages ou d'articles de référence ou si vous connaissez des sites web de qualité traitant du thème abordé ici, merci de compléter l'article en donnant les références utiles à sa vérifiabilité et en les liant à la section « Notes et références ».
Albums de Drowning Pool
Desensitized
(2004) Loudest Common Denominator
(2009)
Singles
1. Soldiers
Sortie : 2007
2. Enemy
Sortie : 4 décembre 2007
3. 37 Stitches
Sortie : Août 2008
4. Shame
Sortie : 29 juin 2009

Full Circle est le troisième album studio du groupe de hard rock et heavy metal américain Drowning Pool, sorti en juillet 2007.
Cet album est la première des deux productions en studio avec Ryan McCombs, ancien chanteur du groupe SOiL, qui rejoint le groupe après le départ de Jason "Gong" Jones en 2005.
Full Circle entre à la 64e place du classement américain du Billboard 200, se vendant à environ 10 000 exemplaires dans sa première semaine d'exploitation. Au 12 septembre 2007, soit moins de deux mois après sa sortie, il s'est écoulé à environ 29 000 exemplaires aux États-Unis.
Quatre singles sont publiés pour promouvoir l'album. Le premier, Soldiers, est dédié à l'armée américaine . Le dernier, Shame, sort le 29 juin 2009, presque deux ans après la sortie de l'album.

## Liste des titres
Toutes les chansons sont écrites et composées par Drowning Pool, sauf annotations.
| 1.    | Full Circle                                                    | 3:18 |
| 2.    | Enemy                                                          | 3:26 |
| 3.    | Shame                                                          | 3:10 |
| 4.    | Reborn                                                         | 4:09 |
| 5.    | Reason I'm Alive (Nikki Sixx)                                  | 3:49 |
| 6.    | Soldiers                                                       | 3:31 |
| 7.    | Paralyzed                                                      | 3:42 |
| 8.    | Upside Down                                                    | 4:18 |
| 9.    | 37 Stitches                                                    | 3:50 |
| 10.   | No More                                                        | 4:36 |
| 11.   | Love X2                                                        | 3:26 |
| 12.   | Duet                                                           | 3:21 |
| 13.   | Rebel Yell (reprise de Billy Idol) (Billy Idol, Steve Stevens) | 4:22 |
| 48:58 |                                                                |      |

### Membres du groupe
- Ryan McCombs : chant
- C.J. Pierce : guitare
- Stevie Benton : basse
- Mike Luce : batterie